# Pod ochranu tvou

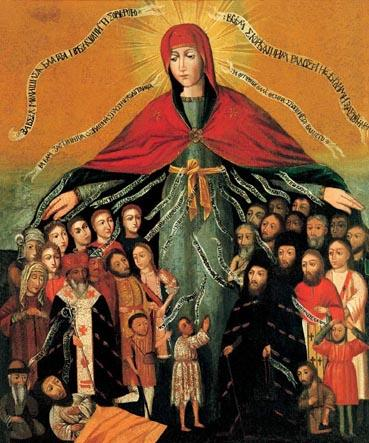
Ukrajinská ikona Plášť Bohorodičky z poloviny 17. století

Pod ochranu tvou (řecky Ὑπὸ τὴν σὴν εὐσπλαγχνίαν [Hypo tén sén eusplanchnian], latinsky Sub tuum praesidium) je jedna z tradičních mariánských křesťanských modliteb. Doložena je již na řecky psaném egyptském papyru datovaném do třetího nebo čtvrtého století jako součást vánoční liturgie koptské církve. Je nejstarší dochovanou modlitbou k Marii jakožto Bohorodičce. Používá se v koptské, byzantské, ambroziánské i římské liturgii. Základní historické verze modlitby jsou v řečtině, latině a staroslověnštině, staroslověnská verze byla v ruské pravoslavné církvi upravena při liturgické reformě roku 1586, modlitba byla přeložena i do mnoha moderních jazyků a mnohokrát zhudebněna.
Modlitba nevychází přímo z biblického textu. Jako její možné nepřímé inspirační zdroje jsou uváděny například některé verše z Písně písní nebo z knihy Ester, kde vystupují ženské postavy jako ochránkyně.
V katolické církvi je modlitba spojena s částečnými odpustky.

## Česká verze
| aktuální katolická verze | starší překlad |
| --- | --- |
| Pod ochranu tvou se utíkáme, svatá Boží Rodičko. Neodmítej naše prosby v našich potřebách, ale ode všeho nebezpečí vysvoboď nás vždycky, Panno slavná a požehnaná! (Paní naše, prostřednice naše, orodovnice naše, u Syna nám smilování vypros, Synu svému nás doporuč, k Synu svému nás doprovoď.) | Pod ochranu tvou se utíkáme, svatá Boží Rodičko. Prosbami našimi nezhrdej v potřebách našich, ale ode všeho (všech) nebezpečenství vysvoboď nás vždycky, ó slavná, požehnaná Panno Maria! (Paní naše, prostřednice naše, orodovnice naše, se Synem svým nás smiř, Synu svému nás poroučej, Synu svému nás obětuj.) |

Slova v závorkách jsou pozdější dodatek připisovaný sv. Bernardovi.

## Řecký originál

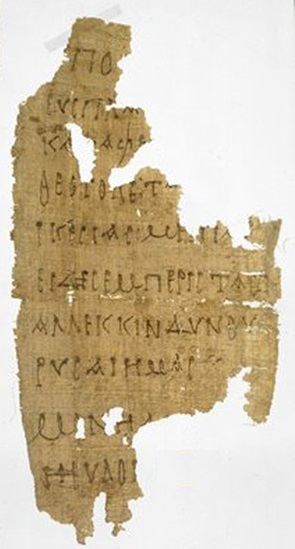
Papyrus s nejstarším dochovaným záznamem (3. nebo 4. stol.)

Nejstarší dochovaný záznam modlitby se nachází na papyru datovaném některými badateli do čtvrtého, jinými do třetího století. Papyrus byl objeven v Alexandrii, r. 1917 jej získala John Rylands Library v Manchesteru, poprvé byl publikován r. 1938. Navzdory poškození obsahuje rozeznatelné fragmenty textu modlitby (srv. obrázek):
[Υ]ΠΟ [ΤΗΝ CΗΝ]
ΕΥCΠΛ[ΑΓΧΝΙΑΝ]
ΚΑ[Τ]ΑΦΕ[ΥΓΟΜΕΝ]
ΘΕΟΤΟΚΕ Τ[ΑC ΗΜΩΝ]
ΙΚΕCΙΑC ΜΗ Π[Α]
ΡΙΔΗC ΕM ΠΕΡΙCΤΑCΕΙ
ΑΛΛ ΕΚ ΚΙΝΔΥΝΟΥ
ΡΥCΑΙ ΗΜΑC
Μ[Ο]ΝΗ Α[ΓΝΗ, ΜΟΝ]
Η ΕΥΛΟ[ΓΗΜΕΝΗ]

Aktuální verze byzantské liturgie:
| text | transliterace | orientační překlad |
| --- | --- | --- |
| Ὑπὸ τὴν σὴν εὐσπλαγχνίαν καταφεύγομεν, Θεοτόκε. Τὰς ἡμῶν ἱκεσίας μὴ παρίδῃς ἐν περιστάσει, ἀλλ᾽ ἐκ κινδύνων λύτρωσαι ἡμᾶς, μόνη Ἁγνή, μόνη εὐλογημένη. | Hypo tén sén eusplanchnian katafeugomen, Theotoke. Tas hémón hikesias mé paridés en peristasei, all'ek kindynón lytrósai hémas, moné hagné, moné eulogémené. | Pod tvou slitovnost se utíkáme, Bohorodičko. Naše prosby neodmítej v nouzi, ale od nebezpečenstev vysvoboď nás, jediná svatá, jediná požehnaná. |

## Latinské verze
V latině existuje verze římská, z níž vycházejí i novodobé překlady včetně českého, a verze ambroziánská (milánská):
| římská verze | ambroziánská verze |
| --- | --- |
| Sub tuum præsidium confugimus, sancta Dei Genitrix. Nostras deprecationes ne despicias in necessitatibus, sed a periculis cunctis libera nos semper, Virgo gloriosa et benedicta. | Sub tuam misericordiam confugimus Dei Genitrix (ut) nostram deprecationem ne inducas in tentationem sed de periculo libera nos sola casta et benedicta |

Římská verze používá i pozdější dodatek:
Domina nostra, mediatrix nostra, advocata nostra,
tuo filio nos reconcilia,
tuo filio nos commenda,
tuo filio nos repræsenta.

## Církevněslovanské verze
Nejstarší církevněslovanské rukopisy uvádějí toto znění modlitby:
| text | orientační překlad |
| --- | --- |
| Подъ твою милость, прибѣгаемъ богородице дѣво, молитвъ нашихъ не презри в скорбѣхъ. но ѿ бѣдъ избави насъ, едина чистаѧ и благословеннаѧ. | Pod tvou milost se utíkáme, Bohorodičko, Panno, modlitby naše nepřehlížej v nouzi, ale od běd nás vysvoboď, jediná čistá a požehnaná. |

Starověrci používají tuto formu dodnes. Po reformách moskevského patriarchy Nikona přijala ruská pravoslavná církev nový překlad:
| text | orientační překlad |
| --- | --- |
| Подъ твое благотробїе прибѣгаемъ Богородице, моленїѧ наша не презри во ωбстоѧнїй, но ѿ бѣдъ исбави ны, едина Чистаѧ, и Благословеннаѧ | Pod tvé milosrdenství se utíkáme, Bohorodičko, modlitby naše nepřehlížej v našich potřebách, ale od běd nás vysvoboď, jediná čistá a požehnaná. |